# Lopo Barriga
Lopo Barriga (Sertã, c. 1458 - a. 3 de Janeiro de 1534) foi um cavaleiro português do século XVI, que se notabilizou pelas suas proezas em Marrocos.

## Biografia
Filho entre outros de Pedro Álvares Barriga, Cavaleiro do reinado de D. Afonso V de Portugal, e de sua mulher Constança de Brito.
Sucedeu na Casa paterna e foi Cavaleiro e Comendador da Ordem de Cristo.
Casou primeira vez com [...] Coelho, da qual teve dois filhos e uma filha:
- Pedro Barriga (c. 1481 - ?) que, a 25 de Agosto de 1526, houve mandado do Conde Prior Mordomo-Mor, para pagar a Pedro Barriga, Escudeiro da Casa Real, a sua moradia do tempo que esteve na Corte e não lhe foi apontado, a 18 de Julho de 1527, houve Alvará de D. João III de Portugal para se levar em conta a Diogo Nunes, Almoxarife da Ilha de São Miguel, 8 arrobas de azeite, 5 vacas e outras coisas mais que entregou a Pedro Barriga, Feitor da Armada, que foi às ilhas por ordem de Garcia de Sá, Capitão da mesma, e foi, ainda, Guarda-Mor de Lisboa, solteiro e sem geração
- João Fernandes Barriga (c. 1482 - ?), que deve ser o João Barriga, criado de Martim Vaz Mascarenhas, Fidalgo da Casa Real e Comendador de Aljustrel, que, a 9 de Março de 1513, foi nomeado Escrivão da Vedoria das éguas de Évora, casado com Beatriz Barbosa, da qual teve uma filha, Francisca Barbosa, nascida cerca de 1502, casada com Henrique de Caldas de Sousa, filho de Diogo de Caldas de Sousa e de sua mulher Isabel Rodrigues Ferreira, com geração
- Joana Coelho, falecida solteira e sem geração

A 18 de Agosto de 1508, houve Alvará para se pagar a Lopo Barriga 5.000 reais de mercê.
Serviu em África no tempo de D. Manuel I de Portugal. O monarca deu-lhe em 1510 umas casas em Safim.
Quando Nuno Fernandes de Ataíde foi nomeado Capitão e Governador de Safim em 1510, ao aceitar o cargo, nomeou Lopo Barriga seu Adail, ou seja, Comandante das Tropas da Praça, com o qual partilhou as inúmeras aventuras que viveu. Ele e o célebre Adail Lopo Barriga eram o terror dos mouros. Ficaram célebres as suas numerosíssimas "entradas".
Em 1513, tomou a Praça de Amazor com um punhado de homens. Em seguida, apoderou-se, com igual valor, da Fortaleza de Agabala, sendo o primeiro a galgar-lhe os muros. Foi, porém, infeliz no ataque ao Castelo de Alguel. Avançava com um pequeno troço de Cavaleiros, quando se preparava para o tomar, quando um numeroso Esquadrão de mouros os cercou e o aprisionou com os seus homens. Lopo Barriga, porém, para fugir, matou o mouro que o segurava, tomou depois a sua lança, montou a cavalo e conseguiu escapar e pôr-se a salvo.
A 7 de Abril de 1515, sendo Adail de Safim e Cavaleiro da sua Casa, pelos seus serviços nas partes de África, foi nobilitado (tirado do conto plebeu) pelo mesmo D. Manuel I, o qual concedeu-lhe Brasão de Armas e o fez Fidalgo de Cota de Armas Novas, que parece ter usado com um acrescentamento, pelos estremados serviços que prestou nas terras de além. As Armas concedidas a Lopo Barriga, conforme lhe atribuem alguns Heraldistas, são: em campo de vermelho, com um castelo de prata, aberto e iluminado com as portas e frestas de negro, assente sobre pena talhada num rochedo de sua cor, cercado ou cerceado de água, em ponta, e na torre do meio uma bandeira de prata, carregada da Cruz da Ordem de Cristo, hasteada de ouro e movente da fresta; timbre: o castelo do escudo.
Entre 1515 e 1516 foi 5.º Governador de Azamor.
Dão-lhe, também, por mulher D. Joana de Eça, nascida cerca de 1490, filha sacrílega de D. Cristóvão de Eça, Clérigo, nascido cerca de 1454, filho de D. Garcia de Eça e de sua primeira mulher Joana Soares de Albergaria, com a qual se casou segunda vez quando chegou de novo ao Reino, cerca de 1515, e da qual teve três filhas:
- Beatriz de Eça, que faleceu solteira e sem geração[2][3][5]
- Francisca de Vilhena, que faleceu solteira e sem geração[2][3][5]
- Beatriz de Vilhena, que faleceu solteira e sem geração[2][3][5]

Mais tarde, porém, voltou a ser aprisionado, e levaram-no para o cativeiro. A sua fama de guerreiro intrépido e feroz consolidou-se depois de ter caído em poder dos mouros e de, mesmo algemado, matar um deles que se atreveu a pegar-lhe na barba. Conta-se que vinham mouros de longe para o verem, que um lhe agarrou na barba, e que Lopo Barriga, apesar de algemado, alcançou um pau e o prostrou sem vida. Lopo Barriga torna-se famoso pelos feitos heróicos que lhe são atribuídos, fama que aumentaria ainda mais após ser feito prisioneiro. "O adail de Safim tinha tal fama de bravura que havia mouros que faziam viagens de propósito para o ver enquanto este esteve cativo, e quando se lançava alguma maldição a alguém sublinhava-se com a frase "lançadas de Lopo Barriga te trespassem!"".
 Finalmente, D. João III de Portugal providencia o seu resgate. A 5 de Maio de 1526 houve Carta do Rei D. João III para o Almoxarife de Safim dar 1.400 onças de prata para o resgate de Lopo Barriga. A 22 de Julho de 1527 houve conhecimento de Abrão Bezemedo, em que recebeu do Feitor de Safim João Peres 1400 onças de prata para o resgate de Lopo Barriga. Veio, então, para Portugal.
Foi Alcaide e Provedor dos Defuntos de Baçaim em Lisboa.
De volta a África, por altura do mais apertado dos cercos que a Praça de Safim sofreu, foi morto em combate pelos mouros, com outro esforçado guerreiro, o anterior Capitão da praça-forte de Safim D. João de Faro.
A 3 de Janeiro de 1534 se fez o seu Inventário em Safim, promovido por sua terceira mulher Catarina Álvares, da qual deixou geração que seguiu o apelido.
É a principal personagem do romance histórico Em Nome d' El Rey, de Luís Barriga.